# Carolina Jemsby
Carolina Jemsby, född 20 september 1973 i Varberg, är en svensk journalist anställd på Kalla fakta, TV4. Hon var 2003–2009 utrikeskorrespondent, baserad i Johannesburg i Sydafrika, och arbetade för TV4 men också på frilansbasis för TT. Hon skrev också för ett flertal andra medier och har jobbat för UR, SR, SVT och YLE.
Jemsby har gjort flera uppmärksammade inslag och dokumentärfilmer. Bland annat filmen Johan och Martin för Uppdrag granskning på SVT, om journalisterna Johan Persson och Martin Schibbye som satt i fängelse i Etiopien. Hon har för Sveriges Radio gjort inslagavslöjanden om svenskars inblandning i vapensmugglingen till Syrienkriget och om tidigare biståndsministern Gunilla Carlssons lön som togs ifrån biståndet. För det nominerades hon 2014 till Guldspaden.
I december 2014 blev Jemsby första skandinaviska journalist att intervjua den amerikanska visselblåsaren Edward Snowden för SVT. Där avslöjade han bland annat att han vill komma till Sverige. 
2022 fick Jemsby priset Guldspaden i klassen Etermedia riks dokumentär, för reportaget Transbarnen i Uppdrag granskning. Transbarnen nominerades också till Kristallen 2022. Jemsby fick också en Kristallennominering i klassen årets dokumentär, för Älskad, hatad hiphop på Kalla fakta. Sedan augusti 2022 jobbar hon heltid på Kalla fakta.